# Esteban Paredes
Esteban Efraín Paredes Quintanilla (* 1. August 1980 in Santiago de Chile) ist ein ehemaliger chilenischer Fußballspieler, der viele Jahre bei CSD Colo-Colo in der Primera División spielte.

## Karriere

### Verein
Paredes verbrachte die ersten neun Jahre seiner Profikarriere bei den chilenischen Teams Santiago Morning, Deportes Puerto Montt, CD Universidad de Concepción und CD Cobreloa sowie beim mexikanischen Klub Pachuca Juniors. Seine Profikarriere begann er 2000 beim chilenischen Zweitligisten Santiago Morning. Dort kam er in drei Jahren aber nur unregelmäßig zum Einsatz. Aus diesem Grund entschieden die Morning-Verantwortlichen, den Offensivspieler an Deportes Puerto Montt zu verleihen. Mit Montt, wo Parades mehr Spielpraxis bekam, gewann er die Primera B. Nach seiner Rückkehr zu Santiago blieb der Angreifer nur eine Spielzeit, ehe es ihn endgültig zu einem anderen Klub zog.
Zur Saison 2004 unterzeichnete er bei CD Universidad de Concepción. Dort kam er im gleichen Jahr zu seinem ersten Einsatz in der Copa Libertadores. Nach nur einem Jahr zog Paredes weiter und schloss sich im Ausland dem mexikanischen Verein Pachuca Juniors an. Beim dortigen Aufsteiger blieb der offensive Chilene aber nur bis 2005, ehe es ihn wieder zu seinem Heimatverein Santiago Morning zog. Dort schaffte er im zweiten Versuch seinen Durchbruch. 2007 wurde Paredes von CD Cobreaola ausgeliehen, kehrte aber bald wieder nach Santiago zurück. In der Apertura 2009 erzielte er in Diensten von Santiago Morning 17 Treffer und war damit bester Torschütze der Liga. Anschließend wurde sein Wunsch, bei einem Topklub zu spielen, Wirklichkeit. Er wechselte zur Clausura 2009 zum chilenischen Rekordmeister CSD Colo-Colo, der gerade Lucas Barrios zu Borussia Dortmund abgegeben hatte.
Mit Colo-Colo gewann er auf Anhieb die chilenische Meisterschaft, dazu steuerte er in 15 Spielen sechs Tore bei. Dabei erzielte er unter anderem beim Finalrückspiel gegen CD Universidad Católica zwei Tore beim 4:2-Sieg seiner Mannschaft. Mit seinen insgesamt 26 Ligatreffern lag er auf Platz 14 der Welttorjägerliste in diesem Jahr.
Bis 2021 blieb er bei Colo-Colo und wechselte dann zu Coquimbo Unido, mit dem er im ersten Jahr die Meisterschaft der Primera B und somit den Wiederaufstieg des Vereins feiern konnte. Im Mai 2022 gab Paredes sein Karriereende bekannt. Im Juni 2023 kehrte er nochmal auf den Platz zurück und schloss sich San Antonio Unido an, bei dem er Eigentümer ist. In der Folgesaison spielte er erneut für Santiago Morning und gab im August 2024 sein endgültiges Karriereende bekannt.

### Nationalmannschaft
Am 16. August 2006 debütierte Parades für die chilenische Nationalmannschaft beim Spiel gegen Kolumbien. Nach weiteren drei Einsätzen als Einwechselspieler in jenem Jahr, kam er erst wieder im Mai 2009 zu einem Länderspieleinsatz. Beim Spiel gegen Dänemark am 12. August 2009 erzielte er sein erstes Länderspieltor. In der Qualifikation zur WM 2010 wurde er lediglich im letzten Gruppenspiel gegen Ecuador, als Chile bereits qualifiziert war, eingewechselt.
2010 spielte er sich bei der Nationalmannschaft vermehrt in den Vordergrund. Er erzielte bis zum Beginn der WM 2010 drei Treffer in vier Spielen und wurde in den chilenischen Kader für die WM 2010 berufen. Der beidfüßige Freistoßschütze galt als erste Alternative zum gesetzten Stürmer Humberto Suazo. Während des WM-Turniers kam Parades zu zwei Einsätzen im Dress seines Heimatlandes.

## Erfolge

### Verein
- Chilenische Meisterschaft: 2009-C, 2014-C, 2015-A, 2017-T
- Primera División B: 2002 (Puerto Montt), 2005 (Santiago Morning), 2021 (Coquimbo Unido)
- Chilenischer Supercup: 2017, 2018

### Nationalmannschaft
- WM-Teilnahme: 2010

### Individuell
- Torschützenkönig der ersten Liga Chiles: 2009-A, 2011-C, 2014-C, 2014-A, 2015-C
- Torschützenkönig der zweiten chilenischen Liga: 2005[12]
- Torschützenkönig der ersten Liga Mexikos: 2012